# 日本中学生野球連盟
一般財団法人日本中学生野球連盟（にほんちゅうがくせいやきゅうれんめい、英語: Japan Junior high school students Baseball Federation、略称:中野連（ちゅうやれん）、JJBF）は、東京都千代田区に本部を持つ、日本のアマチュア野球団体の一つ。公益財団法人日本野球連盟の加盟団体。
アジア野球連盟主催 U-15アジア野球選手権大会に出場する野球日本代表「侍ジャパン」 U-15（軟式）の編成を主管。また、毎年秋に「全国中学生都道府県対抗野球大会」を主催する。

## 経緯
オリンピック競技から野球が外れてしまうことへの危機感から「安価で安全なボールで野球を世界に普及させたい」という思いで、山本英一郎（元・全日本アマチュア野球連盟会長）、シダックス創業者の志太勤、ナガセケンコー社長（当時）の長瀬二郎が研究開発した「KENKO WORLD」（通称：Kボール）を公認球とする、2001年設立の日本K-Ball少年野球連盟が起源。
その後、2007年にKB野球連盟、2015年に日本KWB野球連盟と改称を重ね、2018年8月に法人となり現在の組織となった。

## 大会使用球
2001年の設立当初から2017年まで、Kボールを使用していた。
Kボールは、構造は軟式野球のボールと同じゴム製で中空であるが、重さ・大きさは硬式球と同様。中身が空洞であるため衝撃指数は硬球の1/3～1/4で、安全性が高いという特徴がある。中学軟式球児が3年生の夏を終え、翌年春に高校硬式野球へ移行するとき、大きさや重さの違うB号球から硬球に握り替えることで肩肘等への負荷による故障が懸念されていたため、「軟式と硬式の架け橋」として移行期間にこのボールで大会を行うことにより、スムーズに硬式に移行することを目的としていた。
2018年、軟式球の規格変更により従来のA号とB号が統一されてM号となり、「硬式野球のプレイに近づける」という開発コンセプトがKボールの理念と近いことから、同年より本連盟主催の国内大会はM号を使用することとなった。

## 国内事業

### Kボール時代
2001年3月に千葉県成田市で全国AA選抜野球大会 日本Kボール少年野球連盟設立記念大会、8月には静岡県伊豆市で第1回全国中学生Kボール野球選手権大会が行われ、その後2005年まで春の選抜と夏の選手権の二大会制を敷いてきた。
2006年11月に読売ジャイアンツ球場をメイン会場とした第1回K-Ball全国中学生秋季野球大会を開催。その後2008年まで春（千葉）、夏（伊豆）、秋（東京）の三大会制であったが、2009年からは夏（伊豆）と秋（千葉）の二大会制となり、2017年まで続いた。

### M号球時代
2018年9月、これまでの夏と秋の二大会を統合し、志太スタジアムをメイン会場として近隣市町の共催のもと「全国中学生都道府県対抗野球大会」を伊豆地域で開催。全国から48チームが参加する大規模の大会となった。2019年からは11月初旬に開催されている。

## 国際事業
山本英一郎が国際野球連盟の筆頭副会長を務めていた関係から、2000年にKボールがアジア野球連盟の公認球となり、同年、第1回BFA"AA"アジア野球大会（現・U-15アジア野球選手権大会）が韓国のソウルで開催された。その当初から現在まで、U-15（軟式）のカテゴリにおける日本代表は本連盟が編成を主管している。
また、本大会を日本に第3回（2005年・山形）、第5回（2008年・伊豆）、第8回（2015年・伊豆）、第9回（2017年・伊豆）の計4回誘致している。